# (200383) 2000 QG175
(200383) 2000 QG175 es un asteroide perteneciente al cinturón de asteroides descubierto el 31 de agosto de 2000 por el equipo del Lincoln Near-Earth Asteroid Research desde el Laboratorio Lincoln, Socorro, Nuevo México, Estados Unidos.

## Designación y nombre
Designado provisionalmente como 2000 QG175.

## Características orbitales
2000 QG175 está situado a una distancia media del Sol de 2,520 ua, pudiendo alejarse hasta 2,878 ua y acercarse hasta 2,162 ua. Su excentricidad es 0,142 y la inclinación orbital 6,577 grados. Emplea 1461,79 días en completar una órbita alrededor del Sol.

## Características físicas
La magnitud absoluta de 2000 QG175 es 15,9. 